# Ilse Somavilla
Ilse Somavilla (* 1951 in Fulpmes) ist eine österreichische Philosophin.

## Leben
Ilse Somavilla studierte Anglistik/Amerikanistik, Psychologie, Pädagogik und Philosophie (Sponsion 1988). 1997 erfolgte eine Dissertation zum Philosophen Ludwig Wittgenstein (1889–1951). Seit 1990 ist sie am Forschungsinstitut Brenner-Archiv tätig. 1993, während eines Forschungsaufenthalts am Wittgenstein-Archiv der Universität Bergen, konnte sie an der maschinenlesbaren Fassung von Wittgensteins Nachlass mitarbeiten. Ein weiterer Aufenthalt folgte im Sommer 1996. 1998, während eines Forschungsaufenthalts an der Israelischen Nationalbibliothek, beschäftigte sie sich mit dem Architekten und Möbeldesigner Paul Engelmann (1891–1965).
Sie erhielt Lehraufträge am Institut für Philosophie der Universität Innsbruck und Universität Klagenfurt.

## Publikationen als Herausgeber (Auswahl)
- Ludwig Hänsel – Ludwig Wittgenstein. Eine Freundschaft. Briefe. Aufsätze. Kommentare. Hg. von Ilse Somavilla, Anton Unterkircher und Christian Paul Berger unter Leitung von Walter Methlagl und Allan Janik. Brenner-Studien Band XIV. Haymon, Innsbruck 1994.
- Ludwig Wittgenstein. Denkbewegungen. Tagebücher 1930–1932/1936–1937.
- Wittgenstein – Engelmann. Briefe, Begegnungen, Erinnerungen. (unter Mitarbeit von Brian McGuinness) Haymon, Innsbruck 2006. Übersetzungen ins Spanische (Pre-Textos, 2009) und ins Französische (Éditions de l’éclat, 2010).
- Hermine Wittgenstein: Familienerinnerungen. Haymon, Innsbruck 2015.